# Danijela Nikić
Danijela Nikić est une joueuse de volley-ball serbe née le 6 février 1987 à Kupres (Yougoslavie). Elle mesure 1,96 m et joue au poste de centrale. Sa sœur Brankica Nikić est également joueuse de volley-ball. 

## Clubs
| Club                   | De        | À         |
| ---------------------- | --------- | --------- |
| ŽOK Spartak            | 2004-2005 | 2009-2010 |
| OK Vizura              | 2010-2011 | 2011-2012 |
| A.O. Markopoulo        | 2012-2013 | 2012-2013 |
| BKS Stal Bielsko-Biała | 2013-2014 | 2013-2014 |
| Club Deportivo Iruña   | mars 2015 | 2015-2016 |
| SG VB NÖ Sokol/Post    | 2016-2017 | 2016-2017 |
| Jetysou Taldykorgan    | 2017-2018 | 2017-2018 |
| Újpesti TE             | 2019-2020 | …         |

## Palmarès
- Championnat de Serbie
  - Finaliste : 2010, 2011.
- Coupe de Serbie
  - Finaliste : 2011.
- Championnat d'Espagne
  - Finaliste : 2015.
- Supercoupe d'Espagne
  - Finaliste : 2015.
- Copa de la Reina
  - Finaliste : 2016.
- Championnat d'Autriche
  - Vainqueur : 2017.
- Championnat du Kazakhstan
  - Finaliste : 2018.